# Masca (Tenerife)
Masca es una de las entidades de población que conforman el municipio de Buenavista del Norte, en la isla de Tenerife —Canarias, España—.

## Geografía
Se encuentra situado en la punta noroeste de la isla en el macizo de Teno, dentro del parque rural del mismo nombre, a diecisiete kilómetros del casco urbano de Buenavista del Norte y a una altitud media de 680 m s. n. m.
En Masca se pueden encontrar profundos barrancos y acantilados que terminan en el océano Atlántico entre la vegetación y las curvadas carreteras. Tiene la reputación de haber sido un escondite de los piratas.[cita requerida] Masca destaca también por su arquitectura tradicional, pese a que la mayoría de sus construcciones no tengan una gran antigüedad. El caserío de Masca conserva la mejor muestra de arquitectura rural de toda Canarias.[cita requerida]
En un gran incendio que se produjo en el monte del norte de la isla en julio de 2007 el caserío fue pasto de las llamas y muchas de las edificaciones que lo formaban quedaron destrozadas, además de la vegetación de sus alrededores.[cita requerida]
El caserío cuenta con la iglesia parroquial de nuestra señora de la Concepción, con un museo etnográfico y con un centro de la naturaleza, así como con pequeños comercios, bares y restaurantes.

## Demografía
El caserío se puede dividir en los núcleos diferenciados de Masca, El Turrón, La Bica, Juan López  y Lomo de Masca.
| Año        | 2000 | 2005 | 2010 | 2015 | 2020 |
| ---------- | ---- | ---- | ---- | ---- | ---- |
| Habitantes | 129  | 118  | 119  | 95   | 86   |

## Comunicaciones
A Masca se puede acceder a través de la carretera TF-436, que une Buenavista del Norte con Santiago del Teide.

### Transporte público
El caserío cuenta con una parada de taxi.
En autobús ―guagua― queda conectado mediante las siguientes líneas de TITSA:
| Línea | Trayecto                        | Recorrido     |
| ----- | ------------------------------- | ------------- |
| 355   | Buenavista-Masca-Valle Santiago | Horario/Línea |
| 365   | Buenavista-Masca                | Horario/Línea |

### Caminos
En el caserío se realiza  la práctica del excursionismo por una ruta muy conocida tanto por su belleza como por sus espectaculares vistas a través de la bajada de su barranco, hasta llegar a la playa.

## Galería

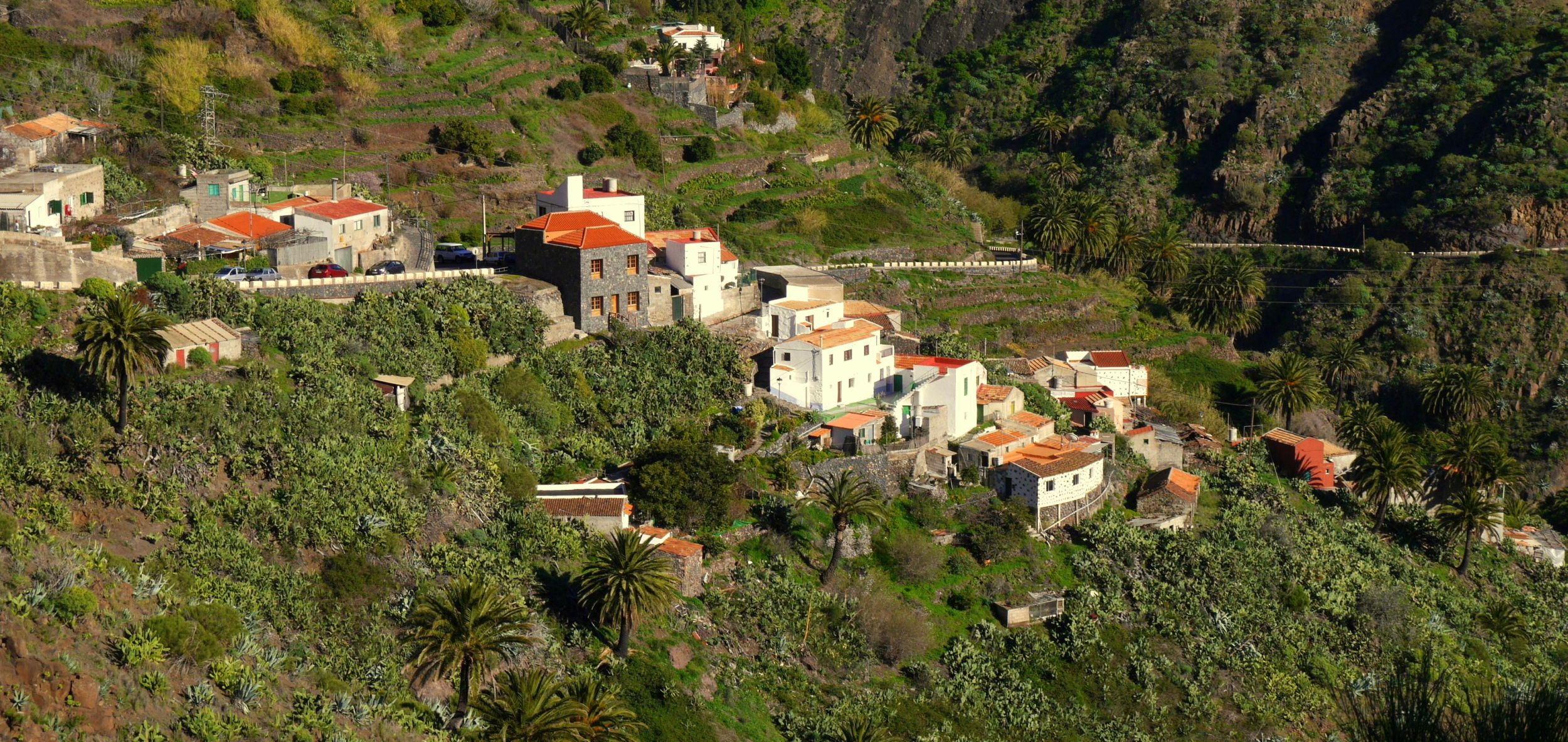
Masca
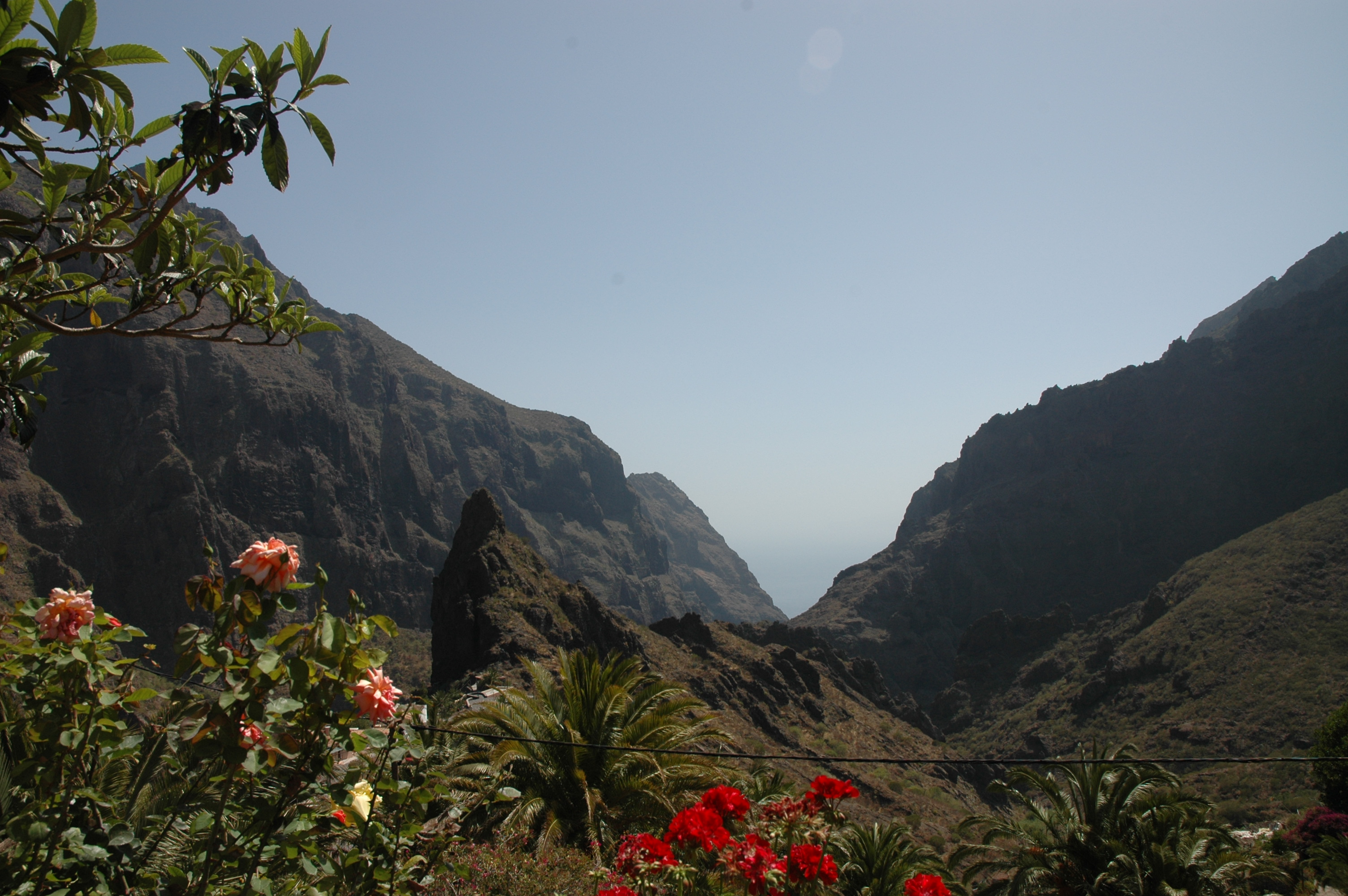
Barrancos de Masca.
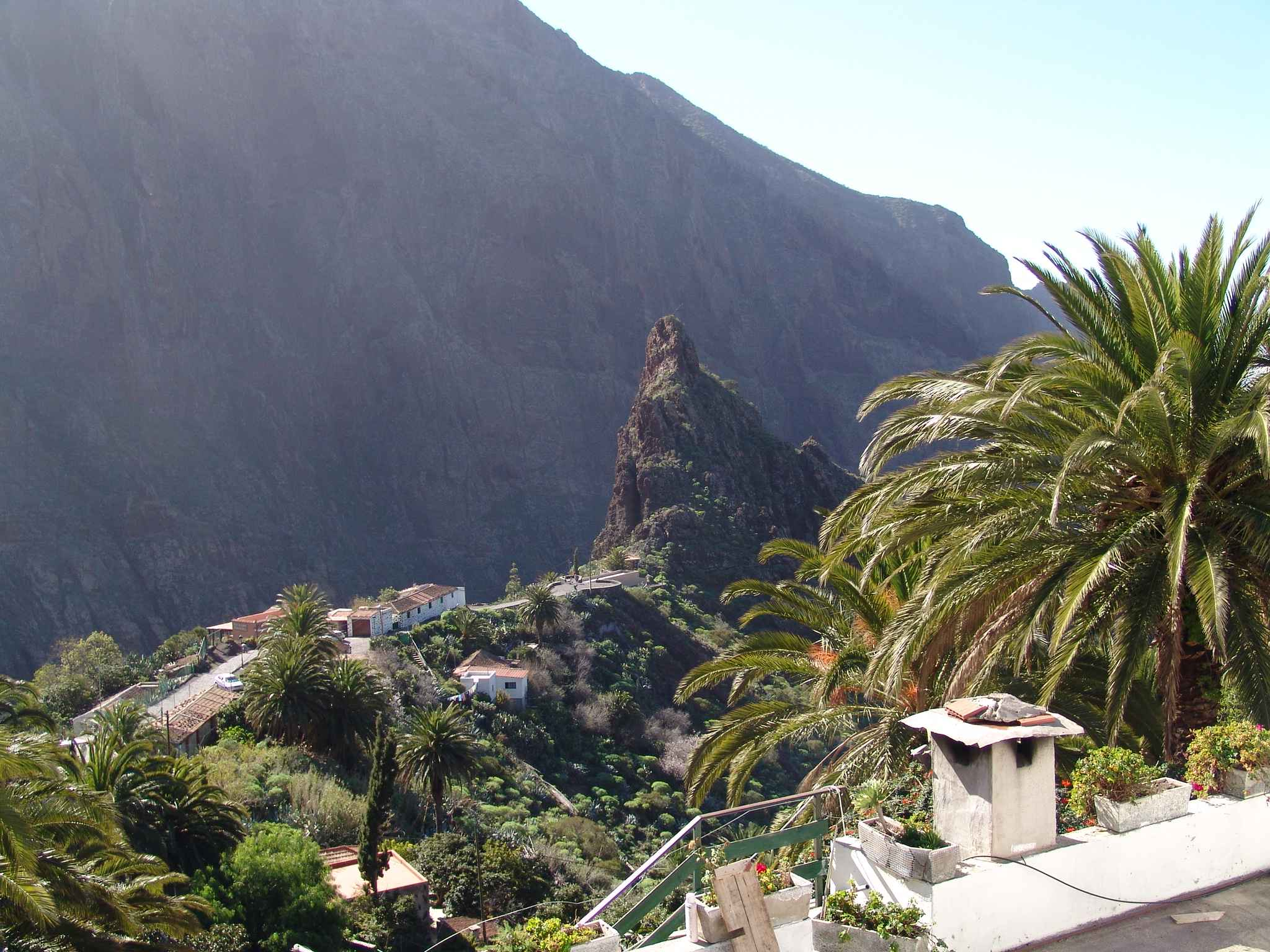
Otra vista de Masca.
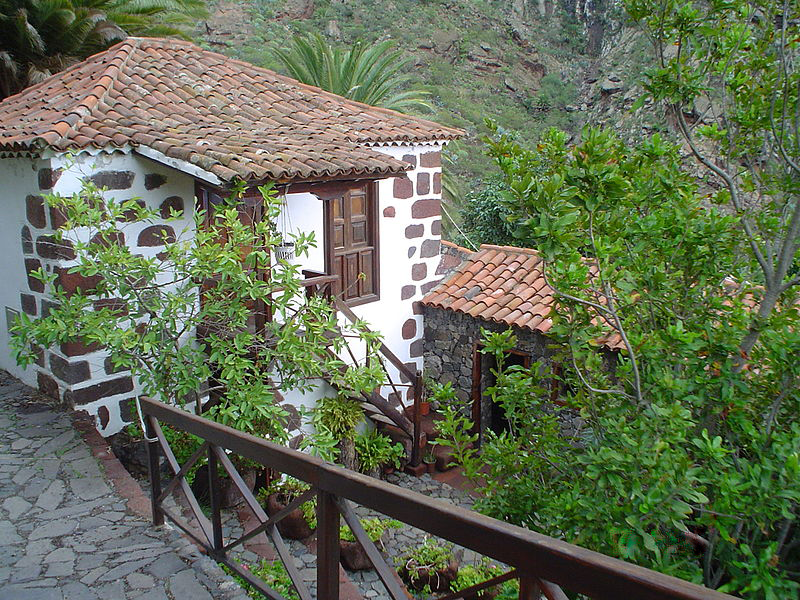
Casa-museo.
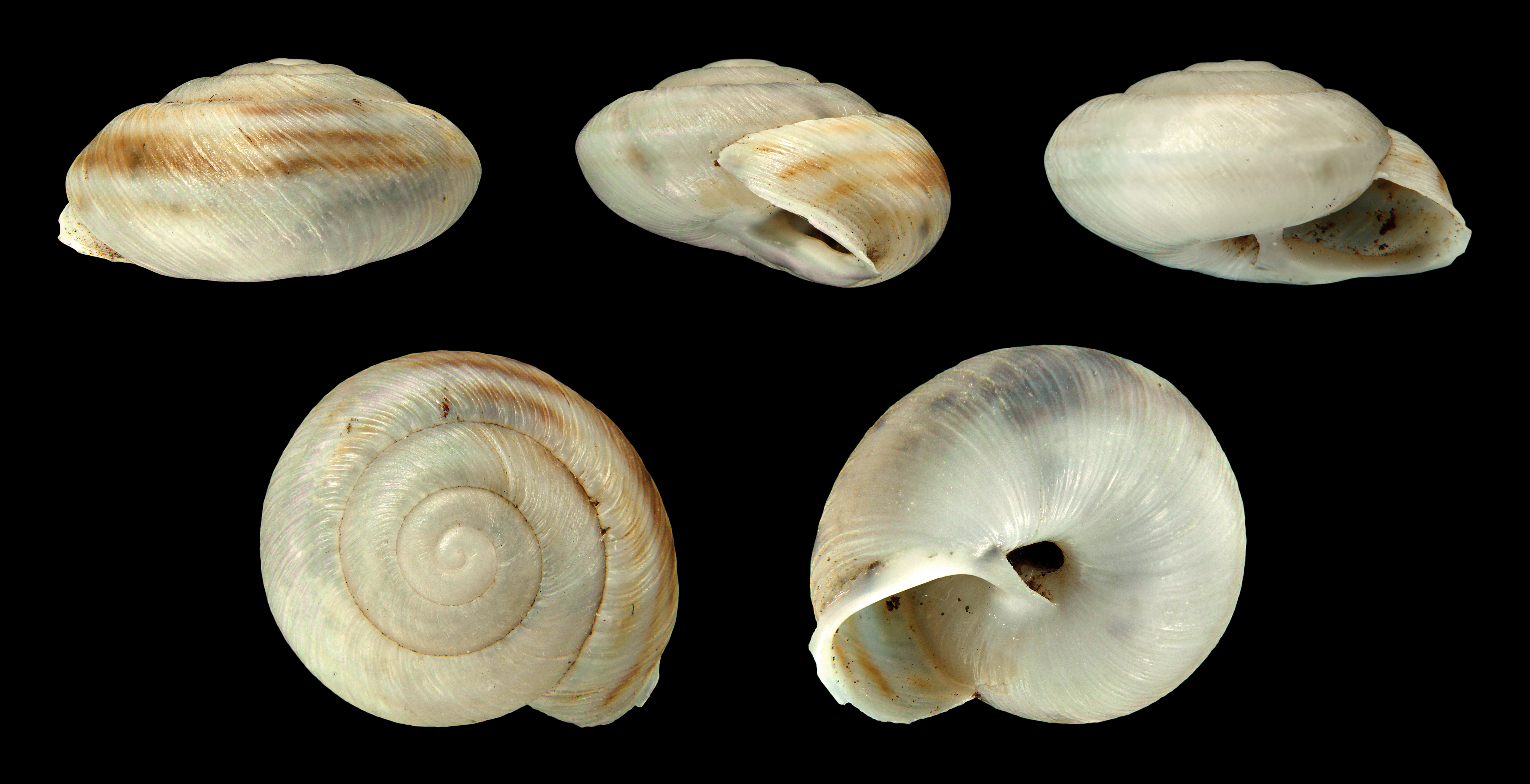
Hemicycla mascaensis
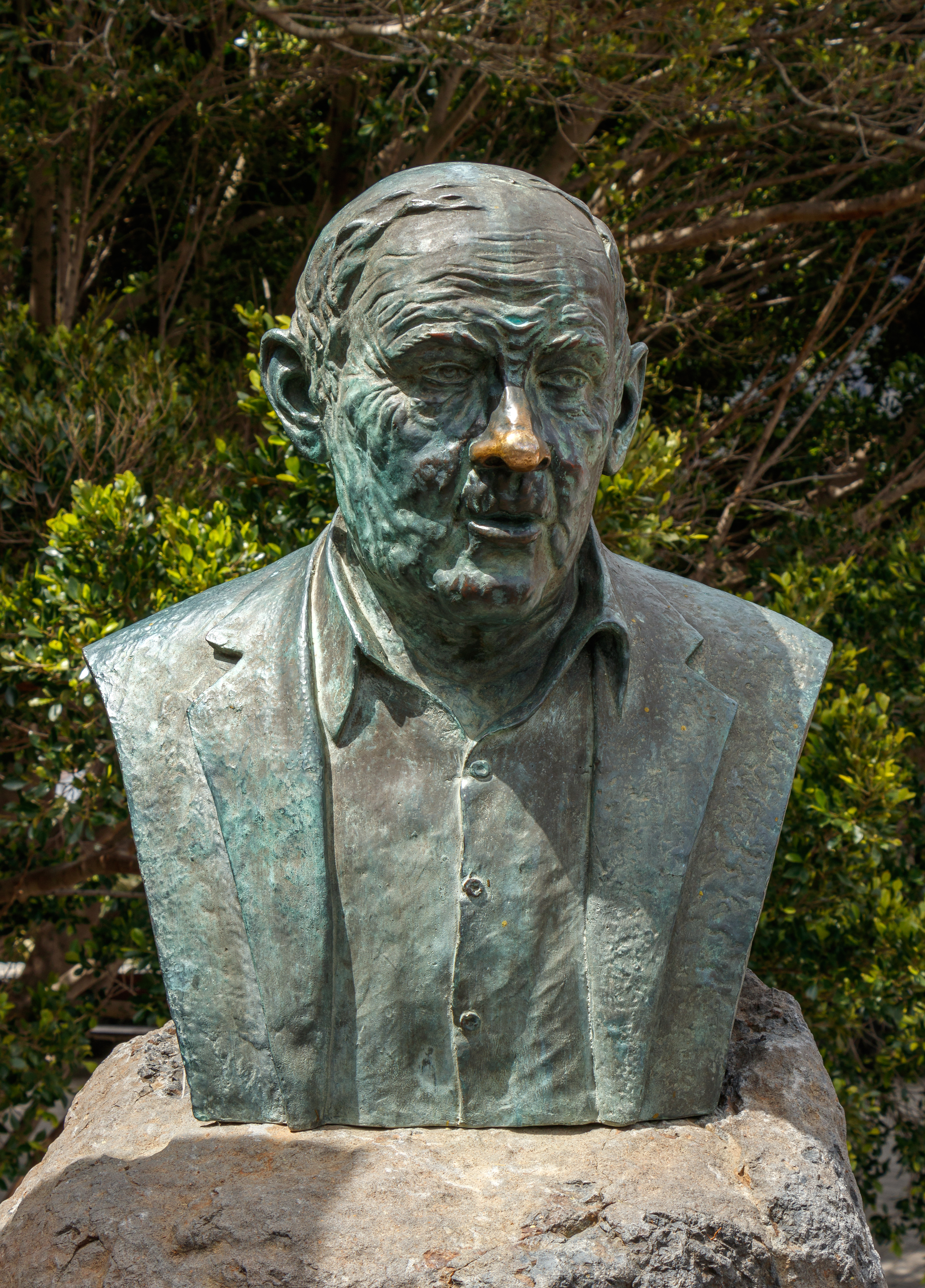
Busto de José Pérez González
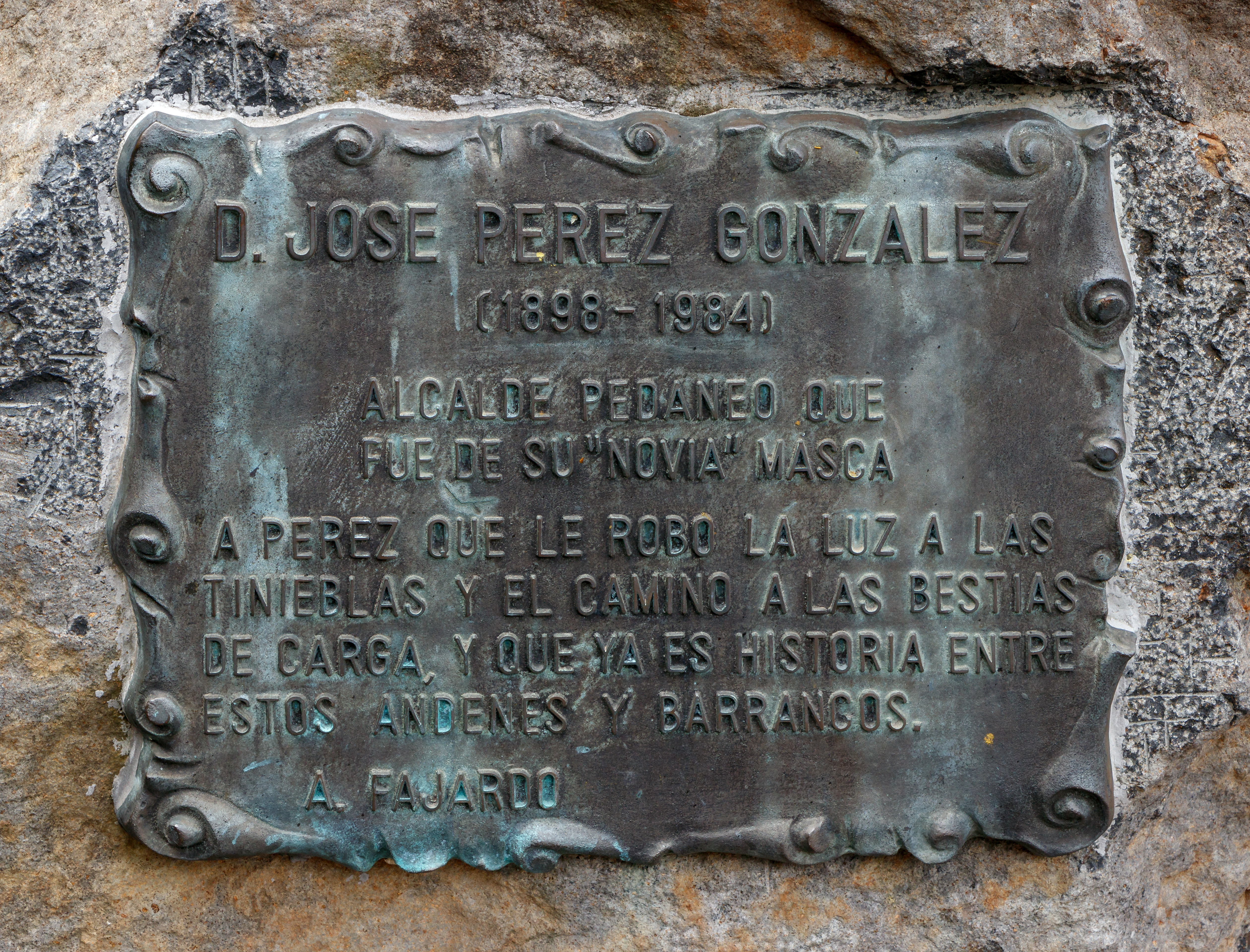
Inscripción en el monumento de José Pérez González